# خوسيه بيلاردي
خوسيه بيلاردي يوستي (بالإسبانية: José Velarde)‏ شاعر إسباني، وُلد في كونيل دي لا فرونتيرا في مقاطعة قادش في الأندلس في 10 نوفمبر 1848. درس الطب، وتأثر شعره بشكل كبير بالشعراء المعاصرين أمثال جاسبر نونيث دي أرثي وخوسيه ثورييا، الذي تأثر به بيلاردي كثيرًا وكتب الأساطير في هيئة أبيات شعرية كما كان يكتب هو. وتوفي في مدريد في 22 فبراير عام 1892.
وأشار الشاعر الإسباني جابرييل ثيلايا، الذي عاش في القرن العشرين، إلى خوسيه بيلاردي، الذي عاش في القرن التاسع عشر، بشكل خفي في قصيدة وبشكل ساخر، معربًا عن انتهاء صلاحية شعر الأخير، حيث ذكر: «أتذكر كل من  جاسبر نونيث دي أرثي والسيد خوسيه بيلاردي/ كما أنهم خطباء وحكماء/ وشعراء ومزيفون/ عندما عاش جوستابو أدولفو بيكر، كثير الذكاء/ خالي من الزينة/ صريح وواضح.»
توقف بيلاردي عن مزاولة مهنته حتى ينتقل إلى مدريد ليكون برفقة صديقه المفضل خوان أنطونيو كابيستاني، مع رغبته في تكريس جهده للصحافة والتفرغ للكتابات الأدبية. وقام بنشر أبياته الشعرية الأولى ومقالاته في صحيفة الإلوسرتاثيون الإسبانية والأمريكية. كتب بيلاردي في صحف إمبارثيال ولا إيبريا وهيرالدو ولا إبوكا ولا كورسبوندنثيا. وكون صداقات مع كل من خوسيه ثورييا وخوان باليرا وخوسيه إتشيغاراي ورامون دي كامبوأمور وبينتورا رويث أجيليرا جابرييل بالارت. وبفضل الحماية الاقتصادية التي حباه بها الملك ألفونسو الثاني عشر، استطاع بيلاردي أن يتجنب الحياة البوهيمية. كان بيلاردي واحدًا من أكثر الشعراء الذين تم انتقادهم من قبل النقاد.

## أعماله
- الشعر (1872)
- قصائد جديدة (1878)
- الفرح أربعة أجزاء (المسيرة، وهولغادرو، والتسرب، والإشاعات)
- مغارة المسيح (1879) .
- الفتاة جوميز أرياس (1880)
- شاطئ البحر (1882)
- أصوات الروح (1884)
- وآخر قبلة (1884)
- قبل الصليب
- شاطئ البحر
- أحب بلدي